# Monetazione da Nerva ad Adriano

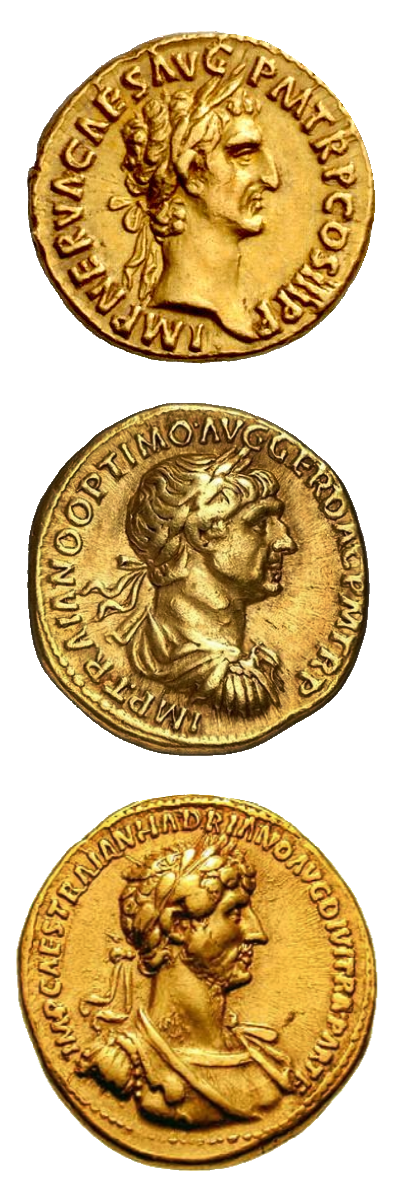
Aurei dei tre imperatori adottivi: in alto Nerva, al centro Traiano, sotto Adriano.

Per monetazione da Nerva ad Adriano si intende l'insieme delle monete emesse da Roma durante il principato dei primi tre imperatori adottivi: Nerva, Traiano ed Adriano (dal 96 al 138).

## Contesto storico
All'interno della storia romana si definisce abitualmente età degli Imperatori adottivi, il periodo che va dal 96 (elezione di Nerva) al 192 (morte di Commodo), caratterizzato da una successione al trono stabilita non per via familiare (a parte Commodo, figlio di Marco Aurelio), ma attraverso l'adozione, da parte dell'imperatore in carica nei confronti del proprio successore. Unanimemente considerata una delle età più splendenti della storia romana, la prima parte di questa età (da Nerva ad Adriano), seguì al travagliato periodo della fine della dinastia dei Flavi con la morte di Domiziano (del 96), e precedette la cosiddetta dinastia degli Antonini (dal 138 al 192).

## Nerva

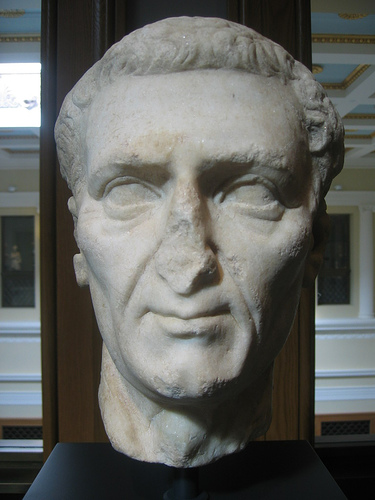
Nerva, primo degli imperatori adottivi.

Marco Cocceio Nerva fu un aristocratico romano, divenuto poi imperatore grazie all'imposizione della guardia pretoriana. Era figlio di Cocceio Nerva, famoso giureconsulto della gens Cocceia, e di Sergia Plautilla, figlia del console Popilio Lenate. Nacque a Narni, nella Regio VI Umbria dell'Italia. Nerva non aveva seguito l'usuale carriera amministrativa (il cursus honorum), anche se era stato console durante l'impero di Vespasiano nel 71 e con Domiziano nel 90. Nerva era molto stimato come anziano senatore ed era noto come persona mite e accorta. Alla morte di Domiziano, Nerva acconsentì a divenirne il successore e fu acclamato imperatore in Senato da tutte le classi, concordi sul suo nome.
Durante il suo regno, breve ma significativo, apportò un grande cambiamento: il "principato adottivo". Questa riforma prevedeva che l'imperatore in carica in quel momento dovesse decidere, prima della sua morte, il suo successore all'interno del senato, con il consenso dei pretoriani.
| Titolatura imperiale  | Numero di volte | Datazione evento                                                                                       |
| --------------------- | --------------- | --- |
| Tribunicia potestas   | 3 volte:        | la prima volta (I) il 18 settembre 96, la seconda (II) 10 dicembre 96, la terza il 10 dicembre del 97. |
| Consolato             | 4 volte:        | nel 71, 90, 97 e 98.                                                                                   |
| Salutatio imperatoria | 2 volte:        | I (al momento della assunzione del potere imperiale) e una seconda (II) nell'ottobre del 97.           |
| Titoli vittoriosi     | 1 volta:        | Germanicus nell'ottobre del 97.                                                                        |
| Altri titoli          | 2 volte:        | Pater Patriae e Pontifex Maximus al momento della assunzione del potere imperiale.                     |

### Tematiche principali

#### Concordia degli eserciti
Grande preoccupazione di Nerva, una volta raggiunto il potere, fu non solo di mantenere buoni rapporti con la guardia pretoriana, ma anche quella di svolgere una continua ed intensa propaganda presso gli eserciti provinciali, per persuaderli a non intraprendere una nuova guerra civile come quella di trent'anni prima (del 68-69) che portò alla dinastia dei Flavi (69-96).
| Concordia degli eserciti | Concordia degli eserciti | Concordia degli eserciti                                              | Concordia degli eserciti                                                                         | Concordia degli eserciti | Concordia degli eserciti | Concordia degli eserciti            |
| Immagine                 | Valore                   | Dritto                                                                | Rovescio                                                                                         | Datazione                | Peso; diametro           | Catalogazione                       |
| ------------------------ | ------------------------ | --------------------------------------------------------------------- | ------------------------------------------------------------------------------------------------ | ------------------------ | ------------------------ | ----------------------------------- |
|                          | denario                  | IMP Nerva CAES AUG P M TR P COS II P P, testa laureata verso destra.  | CONCORDIA EXERCITVVM, mani che si stringono.                                                     | 96                       | 18 mm, 3.57 gr.          | RIC Nerva, II 2; RSC 16.            |
|                          | aureo                    | IMP Nerva CAES AUG P M TR P COS III P P, testa laureata verso destra. | CONCORDIA EXERCITVVM, mani che si stringono e tengono un'aquila posta sopra la prua di una nave. | 97                       | 7.40 gr.                 | RIC Nerva, II 15; BMCRE 27; CBN 16. |

#### Disposizioni amministrative e fiscali
Molte delle monete di Nerva celebrarono anche alcuni provvedimenti amministrativi o fiscali come i frequenti congiaria o l'abolizione della vessatoria imposta sui Giudei (il Fiscus iudaicus) oppure i nuovi sgravi fiscali sulla circolazione dei veicoli in Italia.
| Disposizioni amministrative e fiscali | Disposizioni amministrative e fiscali | Disposizioni amministrative e fiscali                                | Disposizioni amministrative e fiscali | Disposizioni amministrative e fiscali | Disposizioni amministrative e fiscali | Disposizioni amministrative e fiscali             |
| Immagine                              | Valore                                | Dritto                                                               | Rovescio | Datazione                             | Peso; diametro                        | Catalogazione                                     |
| ------------------------------------- | ------------------------------------- | -------------------------------------------------------------------- | --- | ------------------------------------- | ------------------------------------- | ------------------------------------------------- |
|                                       | Æ Sesterzio                           | IMP Nerva CAES AUG P M TR P COS II P P, testa laureata verso destra. | plebei VRBANAE FRVMENTO CONSTITVTO, un modio contenente sei spighe di grano, ai lati la scritta S C.                                                   | 97                                    | 24.50 gr, 6h zecca di Roma            | RIC Nerva, II 89; Banti 38.                       |
|                                       | Æ Sesterzio                           | IMP Nerva CAES AUG P M TR P COS II P P, testa laureata verso destra. | VEHICVLATIONE ITALIAE REMISSA, due muli che pascolano, uno a sinistra ed uno a destra, carrello con palo e finimenti dietro, in esergo la scritta S C. | 97                                    | 34 mm, 26.09 gr zecca di Roma         | RIC Nerva, II 93; BMCRE 119; Cohen 143; Banti 44. |
|                                       | Æ Sesterzio                           | IMP Nerva CAES AUG P M TR P COS II P P, testa laureata verso destra. | Una palma con ai lati la scritta S C. | 97                                    | 27.09 gr                              | RIC Nerva, II 82; BMCRE 106; Cohen 57.            |

## Traiano

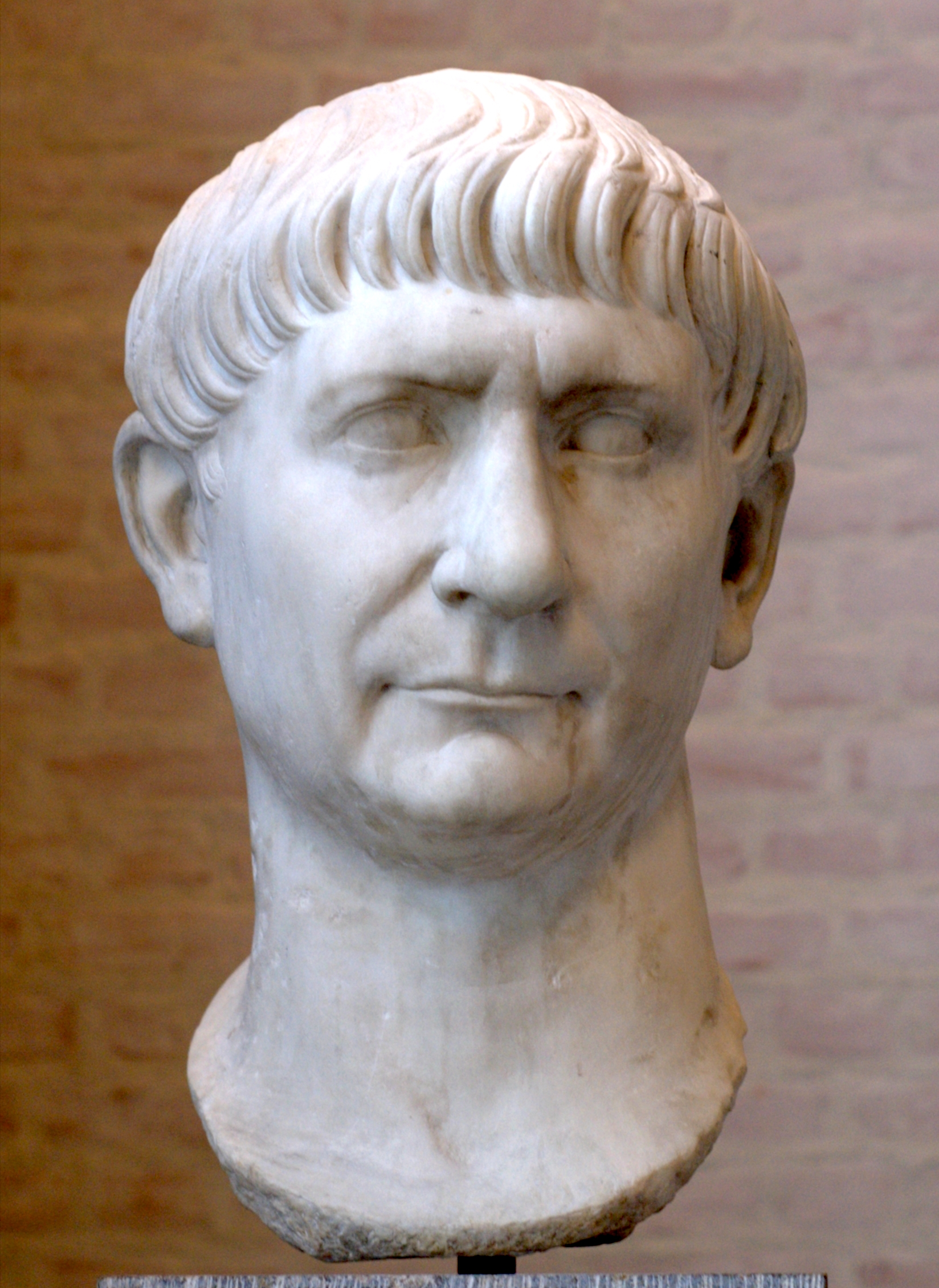
Traiano, l'Optimus Princeps, ovvero il migliore degli imperatori romani.

Nerva adottò un eminente personaggio militare, Traiano. Durante l'impero di quest'ultimo (98-117), le conquiste derivanti dalle guerre daciche e dalle campagne contro i Parti, con la creazione di tre nuove province (Armenia, Mesopotamia e Assiria), consentirono all'impero di raggiungere la sua massima estensione.
Traiano si dedicò anche alla costruzione di opere pubbliche. Fu predisposto un piano regolatore per Roma, furono innalzati il foro e il mercato di Traiano, opere ideate dall'architetto Apollodoro di Damasco. Furono costruiti inoltre un arco di trionfo, la basilica Ulpia, con le due biblioteche accanto, e la colonna traiana, sulla quale sono rappresentate le vicende della conquista della Dacia. Importante al di fuori della città di Roma fu la costruzione della via Traiana che rappresentava una valida alternativa alla via Appia. Essa partiva da Benevento e passava per Canosa di Puglia, Bitonto ed Egnazia, fino a Brindisi.
| Titolatura imperiale  | Numero di volte | Datazione evento |
| --------------------- | --------------- | --- |
| Tribunicia potestas   | 21 volte:       | la prima volta (I) il 27 ottobre 97, la seconda (II) il 27 gennaio 98, la terza (III) il 10 dicembre 98, poi rinnovata annualmente ogni 10 dicembre fino alla ventunesima (XXI) del 116. |
| Consolato             | 6 volte:        | nel 91, 98, 100, 101, 103 e 112. |
| Salutatio imperatoria | 13 volte:       | I (al momento della assunzione del potere imperiale), II (101), III e IV (102), V (105) e VI (106), VII e VIII (114), IX, X e XI (115), XIII (116).                                      |
| Titoli vittoriosi     | 3 volte:        | Germanicus nell'ottobre del 97, Dacicus nel 102 e Parthicus nel 114. |
| Altri titoli          | 3 volte:        | Pater Patriae e Pontifex Maximus nel 98 e di Optimus Princeps nel settembre 114. |

### Tematiche principali

#### La Germania Magna (97-98)
Nella terza ed ultima fase della guerra alle popolazioni suebo-sarmatiche della frontiera pannonica, le armate romane, sotto l'alto comando del futuro imperatore Traiano, condussero una massiccia offensiva contro gli Iazigi della Sarmatia e le popolazioni suebe della Marcomannia. Quadi, Marcomanni e Iazigi alla fine di tre anni di duri e sanguinosi scontri si arresero, come sembra testimoniare anche l'Arco di Benevento, oltre a due iscrizioni del periodo. A Traiano questi successi meritarono un trionfo, il titolo di Germanicus e l'adozione da parte di Nerva (97). La conseguente monetazione, che ne celebrava la vittoria, fu, però, di soli aurei, i quali avevano lo specifico scopo di finanziare e soddisfare i principi germani delle vicine popolazioni "clienti" d'oltre Danubio con le quali Traiano aveva stabilito rapporti di amicitia.
| Traiano e la Dacia | Traiano e la Dacia | Traiano e la Dacia                                                                 | Traiano e la Dacia | Traiano e la Dacia | Traiano e la Dacia                 | Traiano e la Dacia                                                           |
| Immagine           | Valore             | Dritto                                                                             | Rovescio | Datazione          | Peso; diametro                     | Catalogazione                                                                |
| ------------------ | ------------------ | ---------------------------------------------------------------------------------- | --- | ------------------ | ---------------------------------- | ---------------------------------------------------------------------------- |
|                    | Aureo              | IMP CAES Nerva TRAI-AN AVG GERM, testa laureata a destra con drappeggio su spalla. | PONT MAX TR P COS II, la Germania nuda, seduta verso sinistra su uno scudo oblungo, tiene nella mano destra un ramo d'ulivo, il braccio sinistro appoggiato sullo scudo; sotto di lei scudi ed elmi. | feb-ott 98         | 19 mm, 7.74 gr, 6 h; zecca di Roma | RIC Traianus, II, 15; Wolters 3; Strack 12; Calicó 1070; BMCRE 8; Cohen 290. |

#### Conquista della Dacia (101-107)
La conquista dei territori della Dacia, a nord del limes danubiano, portarono ad una frequente celebrazione anche attraverso numerose emissioni monetali. Il regno dacico cessò, così, di esistere, a parte alcune zone rimaste libere lungo la pianura del Tibisco, del basso Marisus e del Crisul. Il cuore del vecchio regno di Decebalo fu trasformato, insieme all'Oltenia occidentale ed al Banato, nella nuova provincia di Dacia, con capitale la città di nuova fondazione di Colonia Ulpia Traiana Augusta Dacica Sarmizegetusa (probabilmente sul tracciato del vecchio campo militare di Traiano). Si narra che la conquista fruttò a Traiano un enorme bottino, stimato in cinque milioni di libbre d'oro (pari a 226 800 kg) e nel doppio d'argento. In effetti Traiano sembra abbia ricevuto da questo immenso bottino circa 2.700 milioni di sesterzi, cifra nettamente più elevata dell'intera somma sborsata da Augusto e documentata nelle sue Res gestae divi Augusti. Oltre a ciò, la conquista contribuì ad un aumento permanente delle entrate nelle casse dello Stato grazie alle miniere della Dacia occidentale che furono riaperte sotto la sorveglianza dei funzionari imperiali.
| Traiano e la Dacia | Traiano e la Dacia | Traiano e la Dacia                                                                                        | Traiano e la Dacia | Traiano e la Dacia | Traiano e la Dacia                  | Traiano e la Dacia                                                                                |
| Immagine           | Valore             | Dritto | Rovescio | Datazione          | Peso; diametro                      | Catalogazione                                                                                     |
| ------------------ | ------------------ | --- | --- | ------------------ | ----------------------------------- | ------------------------------------------------------------------------------------------------- |
|                    | Æ sesterzio        | IMP CAES NERVAE Traiano AUG GER DAC P M TR P COS V P P, testa laureata a destra con drappeggio su spalla. | S P Q R OPTIMO PRINCIPI S C in esergo, la Vittoria in piedi, il piede sinistro su un elmo, uno scudo sul quale scrive VIC/DAC è appoggiato su una palma.                                                                       | 103                | 32 mm, 25.17 gr, 6 h; zecca di Roma | RIC Traianus, II, 528.                                                                            |
|                    | Æ sesterzio        | IMP CAES NERVAE Traiano AUG GER DAC P M TR P COS V P P, testa laureata a destra con drappeggio su spalla. | S P Q R OPTIMO PRINCIPI S C in esergo, la Dacia seduta verso sinistra su una pila di armi a lutto, un trofeo sulla sinistra.                                                                                                   | 103-111            | 33 mm, 26.99 gr, 6 h; zecca di Roma | RIC Traianus, II, 565; Banti 243.                                                                 |
|                    | Æ sesterzio        | IMP CAES NERVAE Traiano AUG GER DAC P M TR P COS V P P, testa laureata a destra con drappeggio su spalla. | S P Q R OPTIMO PRINCIPI S C in esergo, ponte ad arco con sette piloni attraverso il Danubio (?); singoli piloni da entrambi i lati finali del ponte sormontati da statue; una barca che naviga sulla sinistra del fiume sotto. | 104-107?           | 33 mm, 25.92 gr, 6 h; zecca di Roma | RIC Traianus, II, 569; MIR 14, 314bD; Strack 385; Banti 262; BMCRE 847; BN 315 var. (sei piloni). |
|                    | Æ sesterzio        | IMP CAES NERVAE Traiano AUG GER DAC P M TR P COS V P P, testa laureata a destra con drappeggio su spalla. | S P Q R OPTIMO PRINCIPI S C in esergo, il Tevere in piedi a sinistra, sottomette e mette a terra la Dacia. | 104-107?           | 34 mm, 23.87 gr                     | RIC Traianus, II, 556; BMCRE 793 note; Cohen 526.                                                 |
|                    | Æ sesterzio        | IMP CAES NERVAE Traiano AUG GER DAC P M TR P COS V P P, testa laureata a destra con drappeggo su spalla.  | S P Q R OPTIMO PRINCIPI S C, Traiano in tenuta militare a cavallo che incalza con la lancia un guerriero dace, caduto ai suoi piedi.                                                                                           | 105                | 25.83 g; zecca di Roma              | RIC Traianus, II, 543; BMC 839. Cohen 508. Hill 216.                                              |
|                    | denario            | IMP Traiano AUG GER DAC P M TR P, testa laureata a destra con drappeggo su spalla.                        | COS V P P S P Q R OPTIMO PRINC, la Dacia seduta verso sinistra su una pila di armi a lutto; due spade ricurve, due lance ed uno scudo ottagonale; DACIA in esergo.                                                             | 107-111            | 18 mm, 3.53 gr, 6 h; zecca di Roma  | RIC Traianus, II, 98; RSC 120.                                                                    |
|                    | denario            | IMP Traiano AUG GER DAC P M TR P, testa laureata a destra con drappeggo su spalla.                        | COS V P P S P Q R OPTIMO PRINC, DANVVIVS in esergo, la divinità del fiume Danubio distesa sulla sinistra, sulle rocce, la mano destra su una prua di nave, alcune canne sopra il braccio.                                      | 107-111            | 19 mm, 3.47 gr, 7 h; zecca di Roma  | RIC Traianus, II, 100; BMCRE 395; RSC 136.                                                        |
|                    | Æ sesterzio        | IMP CAES NERVAE Traiano AUG GER DAC P M TR P COS VI P P, testa laureata a destra con drappeggo su spalla. | DACIA AUGUST, la Dacia seduta su una roccia a sinistra, tiene un'aquila; due bambini di fronte, uno tiene in mano del grano, l'altro dell'uva; PROVINCIA S C in esergo su due linee.                                           | 112-115            | 33 mm, 22.41 gr; zecca di Roma      | RIC Traianus, II, 621; BMCRE 960; Cohen 125 var. (con mantello, senza drappeggio).                |

#### Campagne orientali (113-117)
Nel 113, Traiano decise di procedere all'invasione del regno dei Parti. Il motivo era la necessità di ripristinare sul trono d'Armenia un re che non fosse un fantoccio nelle mani del re parto, come Partamasiri. La verità è che Traiano progettava questa campagna da diversi anni, sulle orme del grande Alessandro e della progettata, ma mai realizzata, spedizione di Cesare di 150 anni prima. Anche in questo caso la monetazione celebrativa fu abbondante e durante questa guerra il Senato riconobbe allo stesso imperatore in modo ufficiale il titolo di Optimus Princeps.
| Traiano e i Parti | Traiano e i Parti | Traiano e i Parti                                                                                        | Traiano e i Parti | Traiano e i Parti          | Traiano e i Parti                   | Traiano e i Parti                                                        |
| Immagine          | Valore            | Dritto                                                                                                   | Rovescio | Datazione                  | Peso; diametro                      | Catalogazione                                                            |
| ----------------- | ----------------- | --- | --- | -------------------------- | ----------------------------------- | ------------------------------------------------------------------------ |
|                   | aureo             | IMP Traiano OPTIMO AVG GER DAC P M TR P, testa laureata a destra, busto drappeggiato con corazza.        | Profectio AUGUSTI, Traiano in abiti militari a cavallo, marcia verso destra, con davanti a lui un soldato, e tre dietro di lui che chiudono la "colonna" militare. | fine del 113-inizi del 114 | 7,35 g; zecca di Roma               | RIC Traianus, II, 297; BMC 512 var. Calicó 986a. Cohen 40 var. Hill 690. |
|                   | Æ Sesterzio       | IMP CAES NER Traiano OPTIMO AVG GER DAC P M TR P COS VI P P, busto laureato con drappeggio verso destra. | Traiano seduto verso destra su una piattaforma, accompagnato da due ufficiali, è acclamato imperator dai soldati per l'VIII volta (salutatio imperatoria dopo il primo anno di campagne militari in Armenia e Mesopotamia), in esergo IMPERATOR VIII SC.                       | 114                        | 31 mm, 20.82 gr, 5 h; zecca di Roma | RIC Traianus,II 655.                                                     |
|                   | aureo             | IMP CAES NER TRAIAN OPTIM AVG GER DAC PARTHICO, testa laureata a destra, globo alla base del busto.      | P M TR P COS VI P P S P Q R, PARTHIA CAPTA, la Partia è seduta sulla sinistra, a destra un parto. | 116                        | 7,27 g; zecca di Roma               | RIC Traianus, II, 325.                                                   |
|                   | Æ sesterzio       | IMP CAES NER TRAIAN OPTIMAVG GER DAC PARTHICO P M TR P COS VI P P, testa laureata a destra.              | ARMENIA ET MESOPOTAMIA IN POTESTATEM P R REDACTAE, Traiano in piedi tiene in mano un parazonium ed una lancia, ai suoi piedi le figure dell'Armenia, dell'Eufrate e del Tigri.                                                                                                 | 116-117                    | 33 mm, 26.29 g; zecca di Roma       | RIC Traianus, II 642; Banti 29.                                          |
|                   | Æ sesterzio       | IMP CAES NER TRAIAN OPTIMAVG GER DAC PARTHICO P M TR P COS VI P P, testa laureata a destra.              | REGNA ADSIGNATA, S C in esergo; Traiano, in uniforme militare, seduto su una sedia curule, tende la mano a tre re barbari, il primo dei quali tende a sua volta la mano a Traiano; due ufficiali militari alle spalle dell'imperatore, uno tiene una bacchetta ed uno scettro. | 116                        | 27.01 gr                            | RIC Traianus, II 666; Strack 475z; BMCRE 1043; Banti 91; Cohen 325.      |
|                   | Æ sesterzio       | IMP CAES NER TRAIAN OPTIMAVG GER DAC PARTHICO P M TR P COS VI P P, testa laureata a destra.              | REX PARTHIS DATVS, S C in esergo; Traiano, in uniforme militare, seduto su una sedia curule, tende la mano a Partamaspate re della Partia; dietro Traiano un ufficiale romano alla sua sinistra.                                                                               | 116-117                    | 26.60 gr, 6h                        | RIC Traianus, II 668; Banti 97.                                          |
|                   | aureo             | IMP CAES NER TRAIAN OPTIM AVG GER DAC, Testa laureata, busto con drappeggio e corazza verso destra.      | PARTHICO P M TR P COS VI P P S P Q R, testa radiata del Sole, busto con drappeggio verso destra. | 117                        | 19 mm, 7.26 gr, 6 h; zecca di Roma  | RIC Traianus, II, 329; BMCRE 622; Cohen 187; Calicó 1038.                |

#### Opere pubbliche
Sotto Traiano l'Impero tornò ad impegnarsi a migliorare le condizioni di vita del populus romanus, cominciando a rafforzare la viabilità lungo le principali vie di comunicazione che si diramavano dall'Urbe (come la via Traiana, che iniziava presso un arco a lui dedicato a Benevento); costruendo ex novo un nuovo porto esagonale nella zona di Fiumicino, oltre ad un nuovo acquedotto ed un nuovo complesso termale presso il Colosseo; ricostruendo ed ampliando il Circo Massimo; rinnovando il centro della città di Roma con la costruzione di un immenso foro e dei mercati ad esso contigui, avvalendosi dell'architetto Apollodoro di Damasco. Tutte queste magnifiche opere furono glorificate da numerose emissioni monetali.
| Traiano e le opere pubbliche | Traiano e le opere pubbliche | Traiano e le opere pubbliche | Traiano e le opere pubbliche | Traiano e le opere pubbliche                                | Traiano e le opere pubbliche       | Traiano e le opere pubbliche                                                                                   |
| Immagine                     | Valore                       | Dritto | Rovescio | Datazione                                                   | Peso; diametro                     | Catalogazione                                                                                                  |
| ---------------------------- | ---------------------------- | --- | --- | ----------------------------------------------------------- | ---------------------------------- | --- |
|                              | Æ Sesterzio                  | IMP CAES Nerva TRAI-AN AVG GER P M, testa laureata a destra.                                                                     | TR P COS III P P, S C in esergo, un arco trionfale tetrastilo con tre archi sormontato da 12 cavalli. | 100                                                         | 27.79 gr                           | RIC Traianus, II -; Banti 333; BMCRE -; Cohen -.                                                               |
|                              | Æ Sesterzio                  | IMP CAES NERVAE Traiano AVG GER DAC P M TR P COS V P P, testa laureata a destra, drappeggio sulla spalla sinistra, con mantello. | S P Q R OPTIMO PRINCIPI, S C in esergo, il Circo Massimo con la spina, l'obelisco di Augusto nei pressi della meta (?) e circondato da un colonnato; un arco di trionfo sormontato da una quadriga con i carceres ad ogni parte finale; la terrazza con due statue sotto. | 103                                                         | 26.36 gr, 6 h                      | RIC Traianus, II, 571; BMCRE 856; Cohen 546.                                                                   |
|                              | Æ Sesterzio                  | IMP CAES NERVAE Traiano AVG GER DAC P M TR P COS V P P, testa laureata a destra, drappeggio sulla spalla sinistra, con mantello. | S P Q R OPTIMO PRINCIPI, S C nella parte bassa, AQVA TRAIANA in esergo, il genio dell'Aqua Traiana sdraiata sul fianco sinistro, il gomito appoggiato su un'urna da cui sgorgano flussi d'acqua, una canna nella mano destra, il tutto sotto una grotta ad arco senza il supporto di colonne. | 104-107                                                     | 31 mm, 23.80 gr                    | RIC Traianus, II 463 var. (senza mantello); BMCRE 873 var. (idem); Banti 14 var. (idem); Cohen 20 var. (idem). |
|                              | Æ Sesterzio                  | IMP CAES NERVAE Traiano AVG GER DAC P M TR P COS V P P, testa laureata a destra, drappeggio sulla spalla sinistra, con mantello. | PORTVM TRAIANI, il bacino ottagonale del porto di Traiano, circondato da magazzini e navi al centro. | 106-111                                                     | 33 mm, 23.35 gr, 6 h               | RIC Traianus, II 632.                                                                                          |
|                              | Aureo                        | IMP Traiano AVG GER DAC P M TR P COS VI P P, busto laureato con drappeggio e corazza verso destra.                               | La facciata della Basilica Ulpia con tre corpi separati "in avanti", ognuno con base a due colonne; sopra l'epistilio della parte centrale una quadriga trionfale; figure su entrambi i lati a fianco della quadriga; sopra gli epistili laterali ci sono delle bighe; un paio poi di aquele legionarie nella parte più esterna, mentre l'architrave sotto risulta ornata; BASILICA VLPIA in esergo.                     | 112                                                         | 7.24 gr, 8 h; zecca di Roma        | RIC Traianus, II 247; Strack 202b; BMCRE 492; Calicó 988; cf. Cohen 42-43.                                     |
|                              | Æ Sesterzio                  | IMP Traiano AVG GER DAC P M TR P COS VI P P, busto laureato con drappeggio e corazza verso destra.                               | La facciata della Basilica Ulpia con tre corpi separati "in avanti", ognuno con base a due colonne; sopra l'epistilio della parte centrale una quadriga trionfale; figure su entrambi i lati a fianco della quadriga; sopra gli epistili laterali ci sono delle bighe; un paio poi di aquele legionarie nella parte più esterna, mentre l'architrave sotto risulta ornata; BASILICA VLPIA ed S C in esergo su due righe. | 112-115                                                     | 25,58 gr, 6 h; zecca di Roma       | RIC Traianus, II 616 var. (non drappeggiata), Banti 36.                                                        |
|                              | Denario                      | IMP Traiano AVG GER DAC P M TR P COS VI P P, testa laureata a destra.                                                            | S P Q R OPTIMO PRINCIPI, statua equestre di Traiano verso sinistra, tiene in mano una lancia ed una spada (o una piccola vittoria). | 112-114/115                                                 | 19 mm, 3.35 gr, 7h; zecca di Roma  | RIC Traianus, II 291 var. (drappeggio); BMCRE 445; RSC 497a.                                                   |
|                              | Denario                      | IMP Traiano AVG GER DAC P M TR P COS VI P P, testa laureata a destra.                                                            | S P Q R OPTIMO PRINCIPI, Via Traiana in eserguo, una donna (la Via Traiana) sdraiata verso sinistra e la testa girata verso destra, il gomito sinistra appoggiato su una roccia, tiene in mano una ruota di un carro e un ramo. | 112-115                                                     | 19 mm, 3.40 gr, 8 h; zecca di Roma | RIC Traianus, II 267; BMCRE 486; RSC 648b.                                                                     |
|                              | Aureo                        | IMP Traiano AVG GER DAC P M TR P COS VI P P, busto laureato con drappeggio e corazza verso destra.                               | Entrata trionfale del foro di Traiano: facciata di un edificio esastilo, sormontato da statue ed un carro trionfale a sei cavalli con tre figure verso sinistra e destra (due soldati ed al centro un trofeo dei Daci); quattro statue negli archi sottostanti; FORVM TRAIAN(A) in esergo. | 112-115                                                     | 19 mm, 7.13 gr, 7 h; zecca di Roma | RIC Traianus, II 255 var. (busto senza drappeggio o corazza); Calicó 1030.                                     |
|                              | denario                      | IMP Traiano AUG GER DAC P M TR P COS VI P P, testa laureata a destra con drappeggo su spalla.                                    | S P Q R OPTIMO PRINCIPI S C, la Colonna di Traiano al centro, sulla cima la statua dell'imperatore, alla base due aquile e la porta d'accesso al monumento. | 114 (al termine della costruzione della Colonna di Traiano) | 3.34 g; zecca di Roma              | RIC Traianus, II, 292; Bauten 50. BMC 452. BN 746. Cohen 558. Hill 618.                                        |

#### Disposizioni amministrative e fiscali
A parte la distribuzione di congiaria, molte delle monete di Traiano celebrarono anche alcuni provvedimenti amministrativi o fiscali come una sovvenzione per ragazzi e ragazze bisognosi dell'Italia romana (alimenta Italiae). Si trattava di aurei, denari, sesterzi, dupondi ed assi.
| Disposizioni amministrative e fiscali | Disposizioni amministrative e fiscali | Disposizioni amministrative e fiscali                                                                    | Disposizioni amministrative e fiscali | Disposizioni amministrative e fiscali                                                                           | Disposizioni amministrative e fiscali | Disposizioni amministrative e fiscali                                                              |
| Immagine                              | Valore                                | Dritto                                                                                                   | Rovescio | Datazione | Peso; diametro                        | Catalogazione                                                                                      |
| ------------------------------------- | ------------------------------------- | --- | --- | --- | ------------------------------------- | -------------------------------------------------------------------------------------------------- |
|                                       | Æ Sesterzio                           | IMP CAES NERVAE Traiano AUG GER DAC P M TR P COS V P P, testa laureata a destra con drappeggo su spalla. | S P Q R OPTIMO PRINCIPI, l'Abundantia (o l'Annona) in piedi verso destra, pone la sua mano su un bambino alla sua destra mentre presenta un altro bambino a Traiano, seduto verso sinistra su una sedia curule, tiene uno scettro; ai lati la scritta S C, ALIM ITAL in esergo.                                                      | 103-111 (probabilmente coniata per i decennalia del 108 o per i dieci anni dell'institutio alimentaria nel 110) | 30 mm, 26.86 gr, 6 h zecca di Roma    | RIC Traianus, II 461; Banti 12.                                                                    |
|                                       | Aureo                                 | IMP Traiano AUG GER DAC P M TR P, testa laureata a destra con corazza e drappeggo su spalla.             | COS V P P S P Q R OPTIMO PRINCIPI, Traiano con la toga in piedi verso sinistra, tiene un rotolo nella sua mano sinistra, la mano destra è tesa verso un ragazzo ed una ragazza verso sinistra, i quali gli stanno di fronte, il ragazzo tende all'imperatore la sua mano sinistra, la ragazza entrambe le mani; ALIM ITAL in esergo. | 111 | 18 mm, 7.18 gr, 6 h zecca di Roma     | RIC Traianus, II 93 var. (senza corazza); MIR 14, 345f; Strack 155; Calicó 984; BMCRE 380; BN 427. |

#### Celebrazione del padre naturale e di Nerva
Di importanza notevole sono poi le monete, aurei e denari che celebrano sia il padre naturale (DIVUS TRAIANUS) sia quello adottivo (DIVUS NERVA). Nessun imperatore in precedenza aveva raffigurato il proprio padre sulle monete, forse a disagio per essere stato adottato da Nerva.
| Traiano, Nerva e il padre naturale | Traiano, Nerva e il padre naturale | Traiano, Nerva e il padre naturale                                     | Traiano, Nerva e il padre naturale | Traiano, Nerva e il padre naturale | Traiano, Nerva e il padre naturale  | Traiano, Nerva e il padre naturale                                       |
| Immagine                           | Valore                             | Dritto                                                                 | Rovescio | Datazione                          | Peso; diametro                      | Catalogazione                                                            |
| ---------------------------------- | ---------------------------------- | ---------------------------------------------------------------------- | --- | ---------------------------------- | ----------------------------------- | ------------------------------------------------------------------------ |
|                                    | Denario                            | IMP TRAIANUS AVG GER DAC P M TR P COS VI P P, testa laureata a destra. | DIVUS PATER TRAIAN, il Divus Pater Traiani (deificazione del padre di Traiano) seduto su una sedia curule verso sinistra, tiene una patera ed uno scettro.                         | 112-115                            | 19 mm, 3.31 gr, 7 h, Zecca di Roma; | RIC Traianus, II, 252; RSC 140.                                          |
|                                    | Aureo                              | IMP TRAIANUS AVG GER DAC P M TR P COS VI P P, testa laureata a destra. | DIVI Nerva ET TRAIANVS PAT(er), i busti del genitore adottivo Nerva (a sinistra), laureato con drappeggio verso destra ed il padre naturale di Traiano (a destra), verso sinistra. | 115                                | ?                                   | RIC Traianus, II, 726.                                                   |
|                                    | Aureo                              | IMP Traiano AVG GER DAC P M TR P COS VI P P, testa laureata a destra.  | DIVVS • PATER TRAIANVS, busto con drappeggio del padre naturale di Traiano verso destra.                                                                                           | 115                                | 7.27 gr, 7 h;                       | RIC Traianus, II, 764; Strack 154; Calicó 1136; BMCRE 506 note; Cohen 3. |

#### Celebrazione dellaProvidentia
Nella religione romana la Providentia era la divinità che sapeva prevedere e provvedere. Il significato che acquista nella monetazione traianea era di augurio al nuovo imperatore perché fosse in grado di garantire e fornire adeguati benefici per il futuro al Populus Romanus intero.
| Traiano e la Providentia | Traiano e la Providentia | Traiano e la Providentia                                                                               | Traiano e la Providentia | Traiano e la Providentia | Traiano e la Providentia | Traiano e la Providentia        |
| Immagine                 | Valore                   | Dritto                                                                                                 | Rovescio | Datazione                | Peso; diametro           | Catalogazione                   |
| ------------------------ | ------------------------ | --- | --- | ------------------------ | ------------------------ | ------------------------------- |
|                          | Denario                  | IMP CAES NER Traiano OPTIMO AVG GER DAC, testa laureata a destra con drappeggio che cade sulle spalle. | PRO AVG a metà moneta, P M TR P COS VI P P S P Q R, la Providentia è posta di fianco ad una colonna, con un globo terrestre ai suoi piedi e tiene uno scettro. | 115-116                  | 19 mm, 3.48 gr;          | RIC Traianus, II, 358; RSC 308. |

## Adriano

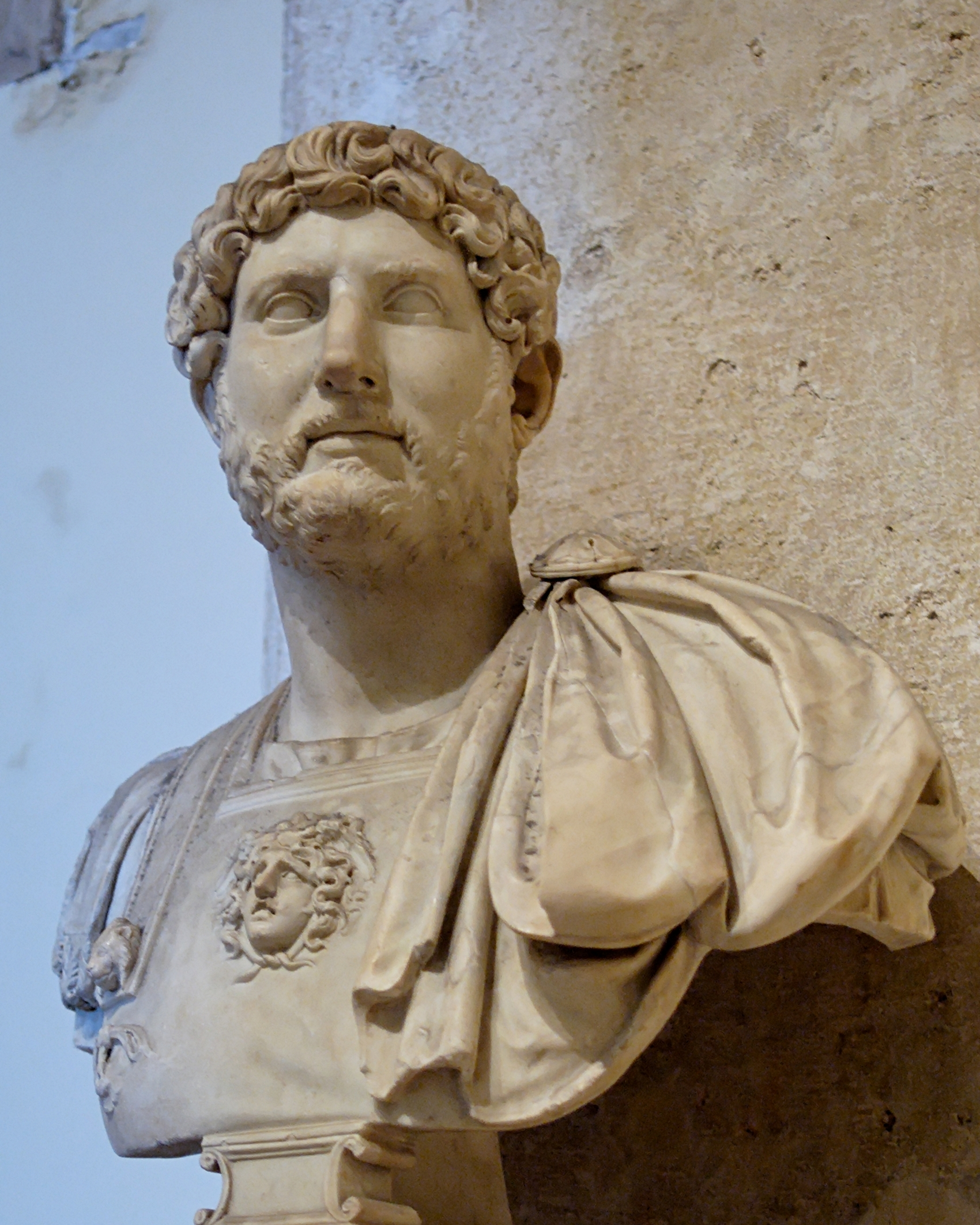
Busto dell'imperatore Publio Elio Traiano Adriano.

A Traiano succedette Adriano (117-138). Egli accrebbe i poteri del principe rispetto a quelli del senato ed unificò la legislazione dell'impero. Negli anni del suo regno vi fu un periodo di pace, turbata esclusivamente dalla terza rivolta giudaica (132-135). Il regno di Adriano fu caratterizzato da una generale pausa nelle operazioni militari. Egli abbandonò le conquiste di Traiano in Mesopotamia, considerandole giustamente indifendibili, a causa dell'immane sforzo logistico necessario per far giungere rifornimenti a quelle latitudini. La politica di Adriano fu tesa a tracciare confini controllabili a costi sostenibili. Le frontiere più turbolente furono rinforzate con opere di fortificazione permanenti, la più famosa delle quali è il possente Vallo di Adriano in Gran Bretagna. Oltre a questa potenziò i confini tra Germania superiore e Rezia.
Il suo principato fu caratterizzato soprattutto per i suoi viaggi, nei quali percorse tutto l'Impero, non si occupò solo di questioni legate alla difesa dei confini ma anche di esigenze amministrative, edificazioni di edifici pubblici e, più in generale, di cercare di migliorare lo standard di vita delle province.
Al contrario di altri imperatori, che governarono l'impero senza muoversi praticamente mai, Adriano scelse un metodo di conoscenza diretta derivante dal ritenere ormai in atto un consolidamento della situazione interna, in quanto allontanarsi dalla sede del potere per periodi così prolungati presupponeva una certezza assoluta della tenuta del sistema. Un altro elemento era la curiosità propria del suo carattere e la propensione per i viaggi che lo accompagnò tutta la vita.
Adriano protesse notevolmente l'arte essendo egli stesso un fine intellettuale, amante delle arti figurative, della poesia e della letteratura. Anche l'architettura lo appassionava molto e durante il suo principato si adoperò per dare un'impronta stilistica personale agli edifici via via edificati. Villa Adriana a Tivoli fu l'esempio più notevole di una dimora immensa costruita con passione, intesa come luogo della memoria, intessuto di citazioni architettoniche e paesaggistiche, di riproduzioni, su varia scala, di luoghi come il Pecile ateniese o Canopo in Egitto.
Anche a Roma il Pantheon, costruito da Agrippa, fu edificato nuovamente, sotto Adriano e con la forma definitiva che tuttora conserva (non fu semplicemente restaurato). La città fu inoltre ulteriormente arricchita di templi, come il tempio di Venere e Roma e di edifici pubblici. Sembra che spesso l'imperatore in persona mettesse mano ai progetti il che, secondo Cassio Dione Cocceiano, portò ad un conflitto con Apollodoro di Damasco, architetto di corte ufficialmente investito dell'incarico progettuale.
| Titolatura imperiale  | Numero di volte | Datazione evento |
| --------------------- | --------------- | --- |
| Tribunicia potestas   | 22 volte:       | dal dicembre del 117 fino alla ventiduesima (XXII) del dicembre del 137.                                                  |
| Consolato             | 3 volte:        | nel 108, 118 e 119. |
| Salutatio imperatoria | 2 volte:        | la prima al momento della assunzione del potere imperiale nel 117 e la seconda nel 135 al termine della rivolta giudaica. |
| Altri titoli          | 2 volte:        | Pontifex Maximus al momento dell'assunzione del trono nel 117 e Pater Patriae nel 128.                                    |

### Tematiche principali

#### Adottato da Traiano
Al contrario del suo predecessore, Adriano non fu mai adottato ufficialmente, tramite la presentazione in Senato. Il suo avvento al potere fu conseguente a una presunta nomina effettuata da Traiano morente. In realtà è molto probabile che si sia trattato di una messinscena organizzata da Plotina, che avrebbe orchestrato abilmente l'operazione, d'accordo con il prefetto del pretorio Attiano. Tuttavia la ratifica da parte dell'esercito, che acclamò il nuovo imperatore, chiuse la questione. Si rese inoltre necessaria l'emissione monetale che cancellasse tutti i dubbi, tanto che per la prima volta apparve il termine ADOPTIO.
| Adriano e i viaggi nelle province | Adriano e i viaggi nelle province | Adriano e i viaggi nelle province                                                               | Adriano e i viaggi nelle province | Adriano e i viaggi nelle province | Adriano e i viaggi nelle province | Adriano e i viaggi nelle province       |
| Immagine                          | Valore                            | Dritto                                                                                          | Rovescio | Datazione                         | Peso; diametro                    | Catalogazione                           |
| --------------------------------- | --------------------------------- | ----------------------------------------------------------------------------------------------- | --- | --------------------------------- | --------------------------------- | --------------------------------------- |
|                                   | Denario                           | IMP CAES TRAIAN HADRIANO OPT(imo) AVG GER DAC, testa laureata verso destra, busto con mantello. | PARTHIC DIVI TRAIAN AVG F(ilii) P M TR P COS P P, Traiano e Adriano in piedi uno a destra e l'altro a sinistra, tengono un rotolo e si stringono la mano; ADOPTIO in esergo. | 117                               | 18 mm, 3.23 gr, 7 h;              | RIC Hadrianus, II, 3c; BMCRE 6; RSC 4a. |

#### Celebrazione del padre adottivo Traiano, della suocera Salonina Matidia e della moglie Vibia Sabina
Adriano emise un aureo che manifestasse fin dall'inizio al popolo romano la sua pietas filiale nei confronti del padre adottivo, Traiano.
| Adriano e i viaggi nelle province | Adriano e i viaggi nelle province | Adriano e i viaggi nelle province                                                                                           | Adriano e i viaggi nelle province | Adriano e i viaggi nelle province | Adriano e i viaggi nelle province   | Adriano e i viaggi nelle province                                                          |
| Immagine                          | Valore                            | Dritto | Rovescio | Datazione                         | Peso; diametro                      | Catalogazione                                                                              |
| --------------------------------- | --------------------------------- | --- | --- | --------------------------------- | ----------------------------------- | ------------------------------------------------------------------------------------------ |
|                                   | Aureo                             | IMP CAES TRAIAN HADRIANO AVG DIVI TRA(iani) PART(hicus) F(ilii), testa laureata verso destra, busto con mantello e corazza. | DIVI NER(ae) NEP(oti) P M TR P COS, la Concordia seduta a sinistra con una patera ed alcune cornucopiae sotto la sedia, la statua della Speranza dietro; CONCORD in esergo. | 117-118                           | 7 gr;                               | RIC Hadrianus, II, 14.                                                                     |
|                                   | Denario                           | DIVA MATIDIA AVGUST(a), testa di Salonina Matidia (suocera di Adriano), busto con drappeggio.                               | CONSECRATIO un'aquila in piedi verso destra, la testa verso sinistra, sopra uno scettro, con le ali aperte.                                                                 | 119                               | 20 mm, 3.34 g, 6 h; zecca di Roma.  | RIC II 752 (Trajan); Strack 139; RSC 2.                                                    |
|                                   | Denario                           | SABINA AVGUSTA, testa di Vibia Sabina con diadema, busto con drappeggio.                                                    | CONCOR-DIA AVG, la Concordia seduta verso sinistra, tiene una patera ed uno scettro, una cornucopia sotto il trono.                                                         | 128-134                           | 18 mm, 3.34 gr, 6 h; zecca di Roma. | RIC Hadrianus, II, 399a (Hadrian) var. (senza cornucopia); RSC 24 var. (senza cornucopia). |
|                                   | Denario                           | SABINA AVGUSTA, testa di Vibia Sabina con diadema, busto con drappeggio.                                                    | IUNONI REGINA, Giunone in piedi verso sinistra, tiene una patera ed uno scettro.                                                                                            | 134-136                           | 18 mm, 3.53 gr;                     | RIC Hadrianus, II, 395a; RSC 43.                                                           |

#### I viaggi e le province
Adriano non appena il suo potere fu sufficientemente consolidato (dopo aver sistemato le cose prima in Oriente nel 117-118 e lungo il limes del basso Danubio nel 118-119), intraprese una lunga serie di viaggi in tutto l'Impero dal 121, visitando: la Gallia (con breve soggiorno a Lugdunum nel 121), la Rezia, le due Germanie (Superior ed Inferior nel 122), la Britannia (disponendo la costruzione dell'omonimo vallo dal 122), le Spagne (soggiornando l'inverno del 122-123 a Tarragona) e la Mauretanie (nel 123). Da qui proseguì fino in Oriente ad Antiochia ad ispezionare il limes della Cappadocia per poi trascorrere l'inverno del 123-124 a Nicomedia. Ciò per rendersi conto di persona delle esigenze e prendere i provvedimenti necessari per rendere il sistema difensivo efficiente. Nel 124 ispezionò la provincia d'Asia passando da Efeso e da Rodi. Si recò ad Atene dove rimase durante l'inverno e nel 125 fece ritorno a Roma, passando da Macedonia, Epiro ed Italia meridionale. Nel 128 ispezionò la Sicilia e l'provincia d'Africa con la fortezza legionaria di Lambaesis. Verso la fine dell'anno tornò ad Atene dove rimase per l'inverno seguente. Nel 129 tornò ad Efeso e poi ad Antiochia, dove rimase per l'inverno. Ripartito agli inizi del 130 passò per Palmira, Gerusalemme (ribattezzata Aelia Capitolina e causa della terza guerra giudaica), l'Egitto e trascorrendo l'inverno ad Alessandria. Agli inizi del 131 tornò ad Efeso, poi Atene. Nel 132 in seguito allo scoppio della guerra in Giudea tornò ad Aelia Capitolina dove rimase fino almeno al 133-134, per fare poi ritorno definitivo a Roma.
| Adriano e i viaggi nelle province | Adriano e i viaggi nelle province | Adriano e i viaggi nelle province                                           | Adriano e i viaggi nelle province | Adriano e i viaggi nelle province | Adriano e i viaggi nelle province          | Adriano e i viaggi nelle province                                                                                 |
| Immagine                          | Valore                            | Dritto                                                                      | Rovescio | Datazione                         | Peso; diametro                             | Catalogazione |
| --------------------------------- | --------------------------------- | --------------------------------------------------------------------------- | --- | --------------------------------- | ------------------------------------------ | --- |
|                                   | Æ Sesterzio                       | HADRIANVS AVG COS III P P, testa laureata verso destra, busto con mantello. | La Dacia seduta leggermente a sinistra su alcune rocce, tiene in mano un vessillo ed una spada ricurva; S C ai lati, DACIA in esergo. | 134-138                           | 32 mm, 25.19 gr, 12 h;                     | RIC Hadrianus, II 849; Banti 237.                                                                                 |
|                                   | denario                           | HADRIANVS AVG COS III P P, testa laureata verso destra.                     | RESTITUTORI GALLIAE, Adriano in piedi tiene un rotolo, porge la mano alla Gallia inginocchiata ai suoi piedi. | 134-138                           | 18 mm, 3.17 gr;                            | RIC Hadrianus, II 324; RSC 1247c.                                                                                 |
|                                   | Æ Sesterzio                       | HADRIANVS AVG COS III P P, testa laureata verso destra.                     | Adriano a cavallo verso destra saluta tre soldati con le insegne, [EXERCITUS] RAETICUS in esergo. | 134-138                           | 31 mm, 25.61 gr;                           | RIC Hadrianus, II 928; BMCRE 1684; Cohen 579.                                                                     |
|                                   | denario                           | HADRIANVS AVG COS III P P, testa laureata verso destra.                     | GERMANIA, la Germania in piedi con uno scudo ed una lancia appoggiati a terra, la testa rivolta verso sinistra. | 134-138                           | 18 mm, 3.23 gr, 6 h;                       | RIC Hadrianus, II 303; RSC 802.                                                                                   |
|                                   | Æ Sesterzio                       | HADRIANVS AVG COS III P P, testa laureata verso destra.                     | BRITANNIA, la Britannia seduta leggermente a sinistra, il viso si appoggia al braccio destro, la lancia appoggiato sul braccio sinistro e il piede destro posato su alcune rocce, uno scudo rotondo a destra; S C in esergo. | 134-138                           | 25.50 gr, 6 h;                             | RIC Hadrianus, II 845 e tavola XV, 320; BMCRE 1723 e tavola 94, 2; Banti 115.                                     |
|                                   | Æ Sesterzio                       | HADRIANVS AVG COS III P P, testa laureata verso destra.                     | HISPANIA, la Spagna romana seduta leggermente a sinistra, tiene un rametto appoggiata ad una roccia; un coniglio a destra davanti; S C in esergo. | 134-138                           | 25.50 gr, 6 h;                             | RIC Hadrianus, II 851 var. (con corazza); Banti 448.                                                              |
|                                   | Æ Sesterzio                       | HADRIANVS AVG COS III P P, testa laureata verso destra, busto con mantello. | MAURETANIA, la Mauretania in piedi verso sinistra, tiene due giavellotti e le briglie di un cavallo al suo fianco; S C in esergo. | 134-138                           | 26.70 gr, 12 h;                            | RIC Hadrianus, II 859; Banti 533.                                                                                 |
|                                   | Æ Sesterzio                       | HADRIANVS AVG COS III P P, testa laureata verso destra, busto con mantello. | RESTITVTORI ACHAIAE, Adriano in piedi a sinistra, tiene un rotolo, l'Achaio in ginocchio sulla destra; un'anfora tra i due che contiene una palma. | 134-138                           | 32 mm, 25.46 gr, 12 h; zecca di Roma       | RIC Hadrianus, II 938 var. (anche con corazza); Banti 627.                                                        |
|                                   | Asse                              | HADRIANVS AVG COS III P P, testa laureata verso destra, busto con mantello. | AEGYPTOS, la provincia d'Egitto sdraiata sulla sinistra, tiene in mano un sistrum, si appoggia con il braccio sinistro ad un cesto di grano, ai suoi piedi un ibis appoggiato su una colonnina; S C in esergo. | 134-138                           | 13.26 gr;                                  | RIC Hadrianus, II, 839; BMCRE 1700.                                                                               |
|                                   | Æ Sesterzio                       | HADRIANVS AVG COS III P P, testa laureata verso destra, busto con mantello. | ADVENTVI AVG IVDAEAE, Adriano in piedi verso destra, alza la mano destra, di fronte alla Giudea a sinistra che tiene una patera nella destra ed una tazza nella sinistra, ai suoi piedi, due piccoli ragazzi davanti a lei, uno dietro la stessa, ognuno tiene in mano un ramo di palma; tra di loro un altare illuminato, dietro il quale c'è un toro sacrificale disteso a sinistra;S C in esergo. | 134/135-138                       | 27.08 gr, 12 h;                            | RIC Hadrianus, II, 893 var. (senza toro); Strack 752; Banti 43; cf. Hendin 798; BMCRE 1657 var. (idem); Cohen 51. |
|                                   | Æ Sesterzio                       | IMP CAES HADRIANO AVG P P, testa laureata verso destra, busto con mantello. | COL AEL KAPIT, Adriano come primo fondatore della città (al termine della terza guerra giudaica) sta arando con alcuni buoi, un vessillo alle loro spalle; COND in esergo. | 136                               | 11.03 gr, 11h (zecca di Aelia Capitolina); | Meshorer, Aelia 2; Hendin 810.                                                                                    |
|                                   | Asse                              | HADRIANVS AVG COS III P P, testa laureata verso destra, busto con mantello. | AFRICA, la provincia d'Africa indossa una pelle di elefante sulla testa, sdraiata sulla sinistra, tiene in mano uno scorpione ed una cornucopia, un modio ai suoi piedi. | 136                               | 11.76 gr;                                  | RIC Hadrianus, II, 842; BMCRE 1712; Cohen 143.                                                                    |

#### Adozione di Elio Cesare (136) e Antoninio Pio (138)
Adriano, volendo evitare quanto a lui era accaduto con Traiano, decise di nominare un suo successore, adottandolo (un Cesare), che individuò nel senatore Lucius Ceionius Commodus (nel 136). Quest'ultimo fu inviato in Pannonia, a Carnuntum, quello stesso anno per combattere le popolazioni suebe di Marcomanni e Quadi che avevano compiuto scorrerie lungo il limes di questo settore strategico. Non beneficiando però di ottima salute, morì prima dello stesso Adriano. Elio era il padre di Lucio Vero (15 dicembre, 130 - 169), futuro co-imperatore insieme a Marco Aurelio (dal 161 fino alla morte, avvenuta nel 169).
Morto Lucio Ceiono Commodo (alias Elio Cesare), Adriano scelse un certo Tito Aurelio Fulvio Boionio Arrio Antonino (il futuro imperatore Antonino Pio), obbligandolo però ad adottare il giovane figlio del primo Cesare (che divenne Lucio Vero) ed il nipote di sua moglie, il futuro imperatore Marco Aurelio, a quel tempo diciassettenne, le cui qualità sembrano aver attirato l'attenzione di Adriano. È in effetti possibile che il motivo per cui egli abbia scelto Antonino Pio tra gli altri candidati senatori, fosse la sua parentela con Marco Aurelio, nel quale Adriano vedeva il suo futuro successore.
| Adriano e i viaggi nelle province | Adriano e i viaggi nelle province | Adriano e i viaggi nelle province                                 | Adriano e i viaggi nelle province | Adriano e i viaggi nelle province | Adriano e i viaggi nelle province | Adriano e i viaggi nelle province                                       |
| Immagine                          | Valore                            | Dritto                                                            | Rovescio | Datazione                         | Peso; diametro                    | Catalogazione                                                           |
| --------------------------------- | --------------------------------- | ----------------------------------------------------------------- | --- | --------------------------------- | --------------------------------- | ----------------------------------------------------------------------- |
|                                   | Æ Dupondio                        | Testa di Adriano verso destra, busto con mantello.                | Testa di Elio Cesare verso destra. | 136-138                           | 11.06 gr;                         | RIC Hadrianus, II, 987; BMCRE 1847; Cohen 2 var. (Hadrian è laureato).  |
|                                   | Æ                                 | Busti a confronto di Adriano ed Elio Cesare.                      | M IOVLIOC DAMIANOC MVLACCVCIW, Zeus Osogoas and Zeus Labraundos in piedi, di fronte.                                                                              | 136-138                           | 36 mm, 27.24 gr;                  |                                                                         |
|                                   | Denario                           | L.AELIUS CAESAR, testa verso destra.                              | Tribunicia potestas COS II, la Concordia seduta a sinistra, tiene una patera nella sua destra e appoggia il gomito sinistro su una cornucopia; CONCORD in esergo. | 137                               | 3.29 gr, 6 h;                     | RIC Hadrianus, II, 436 (Hadrian); BMC 981 (Hadrian); Cohen 1; Hill 837. |
|                                   | Æ Asse                            | L.AELIUS CAESAR, testa verso destra.                              | PANNO-NIA, la provincia di Pannonia in piedi, tiene un vessillo nella mano destra, la sinistra è appoggiata sull'anca;S C in esergo.                              | 137                               | 26 mm, 9.96 gr, 6 h;              | RIC Hadrianus, II, 1071; BMCRE 1936 (Hadrian); Cohen 25.                |
|                                   | Æ Asse                            | IMP CAES [...] ANTONINUS, testa verso destra, busto con mantello. | TRIB POT COS, due mani che si stringono e sullo sfondo un caduceo alato e spighe di grano; S C in esergo.                                                         | 138                               | 28 mm, 11.74 gr, 6 h;             | RIC Hadrianus, II, 1088b.                                               |